# Mitzic
Mitzic es una comuna gabonesa, chef-lieu del departamento de Okano de la provincia de Woleu-Ntem.
En 2013 la comuna tenía una población de 8755 habitantes, de los cuales 4419 eran hombres y 4336 eran mujeres.
La localidad tiene importancia histórica en el país por haberse iniciado aquí la batalla del Gabón de la Segunda Guerra Mundial. El 27 de octubre de 1940, las fuerzas de la Francia Libre dirigidas por Charles de Gaulle llegaron desde Duala y tomaron Mitzic, consiguiendo que en medio mes la Francia de Vichy perdiera el control de Gabón. Posteriormente, en 1947 Mitzic albergó un congreso de representantes de la etnia fang procedentes de diversos lugares de los actuales países de Camerún, Guinea Ecuatorial y Gabón.
Se ubica unos 80 km al sur de la capital provincial Oyem.

## Clima
| Parámetros climáticos promedio de Mitzic (1961–1990, extremos 1946–presente) | Parámetros climáticos promedio de Mitzic (1961–1990, extremos 1946–presente) | Parámetros climáticos promedio de Mitzic (1961–1990, extremos 1946–presente) | Parámetros climáticos promedio de Mitzic (1961–1990, extremos 1946–presente) | Parámetros climáticos promedio de Mitzic (1961–1990, extremos 1946–presente) | Parámetros climáticos promedio de Mitzic (1961–1990, extremos 1946–presente) | Parámetros climáticos promedio de Mitzic (1961–1990, extremos 1946–presente) | Parámetros climáticos promedio de Mitzic (1961–1990, extremos 1946–presente) | Parámetros climáticos promedio de Mitzic (1961–1990, extremos 1946–presente) | Parámetros climáticos promedio de Mitzic (1961–1990, extremos 1946–presente) | Parámetros climáticos promedio de Mitzic (1961–1990, extremos 1946–presente) | Parámetros climáticos promedio de Mitzic (1961–1990, extremos 1946–presente) | Parámetros climáticos promedio de Mitzic (1961–1990, extremos 1946–presente) | Parámetros climáticos promedio de Mitzic (1961–1990, extremos 1946–presente) |
| Mes                                                                          | Ene.                                                                         | Feb.                                                                         | Mar.                                                                         | Abr.                                                                         | May.                                                                         | Jun.                                                                         | Jul.                                                                         | Ago.                                                                         | Sep.                                                                         | Oct.                                                                         | Nov.                                                                         | Dic.                                                                         | Anual                                                                        |
| ---------------------------------------------------------------------------- | ---------------------------------------------------------------------------- | ---------------------------------------------------------------------------- | ---------------------------------------------------------------------------- | ---------------------------------------------------------------------------- | ---------------------------------------------------------------------------- | ---------------------------------------------------------------------------- | ---------------------------------------------------------------------------- | ---------------------------------------------------------------------------- | ---------------------------------------------------------------------------- | ---------------------------------------------------------------------------- | ---------------------------------------------------------------------------- | ---------------------------------------------------------------------------- | ---------------------------------------------------------------------------- |
| Temp. máx. abs. (°C)                                                         | 38.0                                                                         | 40.0                                                                         | 38.5                                                                         | 35.4                                                                         | 36.0                                                                         | 39.5                                                                         | 31.5                                                                         | 37.3                                                                         | 33.0                                                                         | 38.6                                                                         | 39.5                                                                         | 32.8                                                                         | 40.0                                                                         |
| Temp. máx. media (°C)                                                        | 29.6                                                                         | 30.6                                                                         | 30.8                                                                         | 29.7                                                                         | 29.9                                                                         | 28.1                                                                         | 26.5                                                                         | 26.8                                                                         | 28.8                                                                         | 29.3                                                                         | 29.0                                                                         | 28.1                                                                         | 28.9                                                                         |
| Temp. mín. media (°C)                                                        | 20.6                                                                         | 20.4                                                                         | 20.3                                                                         | 19.8                                                                         | 20.6                                                                         | 19.9                                                                         | 18.9                                                                         | 19.1                                                                         | 19.8                                                                         | 19.9                                                                         | 20.0                                                                         | 19.6                                                                         | 19.9                                                                         |
| Temp. mín. abs. (°C)                                                         | 16.8                                                                         | 17.0                                                                         | 16.8                                                                         | 17.2                                                                         | 17.8                                                                         | 15.4                                                                         | 15.0                                                                         | 16.0                                                                         | 17.0                                                                         | 15.8                                                                         | 15.2                                                                         | 14.5                                                                         | 14.5                                                                         |
| Precipitación total (mm)                                                     | 72.5                                                                         | 107.5                                                                        | 191.1                                                                        | 185.2                                                                        | 187.5                                                                        | 51.0                                                                         | 9.1                                                                          | 14.7                                                                         | 138.6                                                                        | 301.8                                                                        | 239.7                                                                        | 90.6                                                                         | 1589.3                                                                       |
| Días de precipitaciones (≥ 1 mm)                                             | 9.7                                                                          | 9.0                                                                          | 14.9                                                                         | 14.9                                                                         | 16.4                                                                         | 5.8                                                                          | 2.5                                                                          | 4.4                                                                          | 13.5                                                                         | 21.5                                                                         | 17.8                                                                         | 8.6                                                                          | 139.0                                                                        |
| Humedad relativa (%)                                                         | 82                                                                           | 81                                                                           | 81                                                                           | 81                                                                           | 83                                                                           | 85                                                                           | 86                                                                           | 84                                                                           | 82                                                                           | 82                                                                           | 84                                                                           | 84                                                                           | 83                                                                           |
| Fuente n.º 1: NOAA                                                           |                                                                              |                                                                              |                                                                              |                                                                              |                                                                              |                                                                              |                                                                              |                                                                              |                                                                              |                                                                              |                                                                              |                                                                              |                                                                              |
| Fuente n.º 2: Meteo Climat (record highs and lows)                           |                                                                              |                                                                              |                                                                              |                                                                              |                                                                              |                                                                              |                                                                              |                                                                              |                                                                              |                                                                              |                                                                              |                                                                              |                                                                              |